# متال گیر سالید: شبح بابل
متال گیر: شبح بابل (به ژاپنی: メタルギア ゴーストバベル Metaru Gia: Gōsuto Baberu) یک بازی ویدئویی دوبعدی به سبک مخفی‌کاری است که توسط شرکت کونامی در سال ۲۰۰۰ برای کنسول بازی دستی گیم بوی کالر عرضه شده‌است. این بازی جزوه خط اصلی داستان سری بازی‌های متال گیر به‌شمار نمی‌رود، اما وقایع آن هفت سال پس از نسخه اولیه متال گیر اتفاق می‌افتد. شخصیت اصلی بازی قهرمان این سری، مأمور ویژه سالید اسنیک می‌باشد. پروژه مخفی دولت با اسم رمز «بابل»، سعی در احیای پروژه متال گیر و ساخت سلاحی بسیار مخرب دارد.